# 拉姆達島

拉姆達島（英語：Lambda Island）是南極洲的島嶼，屬於帕默群島中梅爾基奧群島的一部分，處於德爾塔島西北面，由讓-巴蒂斯特·夏古率領的法國探險隊繪入地圖和命名，現時由南極條約體系管理。